# フィンテックグローバル
座標: 北緯35度39分57秒 東経139度44分37秒 / 北緯35.66583度 東経139.74361度
フィンテックグローバル株式会社は、東京都品川区に本社を置き、ストラクチャードファイナンスに特化した投資銀行業を営む株式会社である。東証スタンダード上場。

## 概要
ストラクチャードファイナンスによる企業支援を得意とする投資銀行。
社名のフィンテックは、ファイナンスとテクノロジーの語を組み合わせた造語。

## 沿革
- 1994年12月7日 - 東京都中央区銀座にフィンテックグローバル株式会社を設立
- 2001年10月 - 東京都港区虎ノ門に本社移転
- 2005年6月8日 - 東京証券取引所マザーズ市場に株式を上場
- 2011年4月 - 株式会社OGIキャピタル・パートナーズの全株式を取得して子会社化し、FGIキャピタル・パートナーズ株式会社に商号変更
- 2018年1月 - 東京都品川区上大崎（目黒セントラルスクエア）に本社移転[3]
- 2021年2月1日 - 市場選択制度により、東京証券取引所第二部に市場変更
- 2022年4月 - 東京証券取引所スタンダード市場へ移行

## 投資実績
- 株式会社ムーミン物語（投資期間：2013年～） - ムーミンバレーパーク（メッツァ (テーマパーク)）の運営
- 株式会社レンブラントホールディングス（投資期間：2018年～）

過去の投資先
- 株式会社新栄不動産開発（投資期間：2009年～2013年） - 栄泉不動産株式会社の民事再生に伴い設立
- エアアジア・ジャパン株式会社（投資期間：2015年～2020年）